# Świszczewo
Świszczewo (biał. Свішчова, Swiszczowa; ros. Свищёво, Świszczowo) – wieś na Białorusi, w obwodzie brzeskim, w rejonie kamienieckim, w sielsowiecie Wojska.

## Historia
Pod zaborami i w II Rzeczypospolitej wieś i majątek ziemski (folwark). W XIX i w początkach XX w. położone było w Rosji, w guberni grodzieńskiej, w powiecie brzeskim, w gminie Ratajczyce.
W dwudziestoleciu międzywojennym leżało w Polsce, w województwie poleskim, w powiecie brzeskim, w gminie Ratajczyce. W 1921 wieś liczyła 129 mieszkańców, zamieszkałych w 26 budynkach, wyłącznie Rusinów wyznania prawosławnego. Folwark zaś liczył 27 mieszkańców, zamieszkałych w 5 budynkach, w tym 14 Żydów, 11 Białorusinów i 2 Polaków. 14 mieszkańców było wyznania mojżeszowego, 11 prawosławnego i 2 rzymskokatolickiego.
Po II wojnie światowej w granicach Związku Sowieckiego. Od 1991 w niepodległej Białorusi.